# Minucia heliothis
Minucia heliothis är en fjärilsart som beskrevs av Hans Rebel 1917. Minucia heliothis ingår i släktet Minucia och familjen nattflyn. Inga underarter finns listade i Catalogue of Life.